# 氹仔黃營均圖書館
氹仔黃營均圖書館（葡萄牙語：Biblioteca de Wong Ieng Kuan da Taipa）位於澳門氹仔地堡街喜來登廣場二、三樓。是繼澳門三間黃營均圖書館外，黃營均基金會再捐資籌設在氹仔第四間新黃營均圖書館。

## 館藏與服務

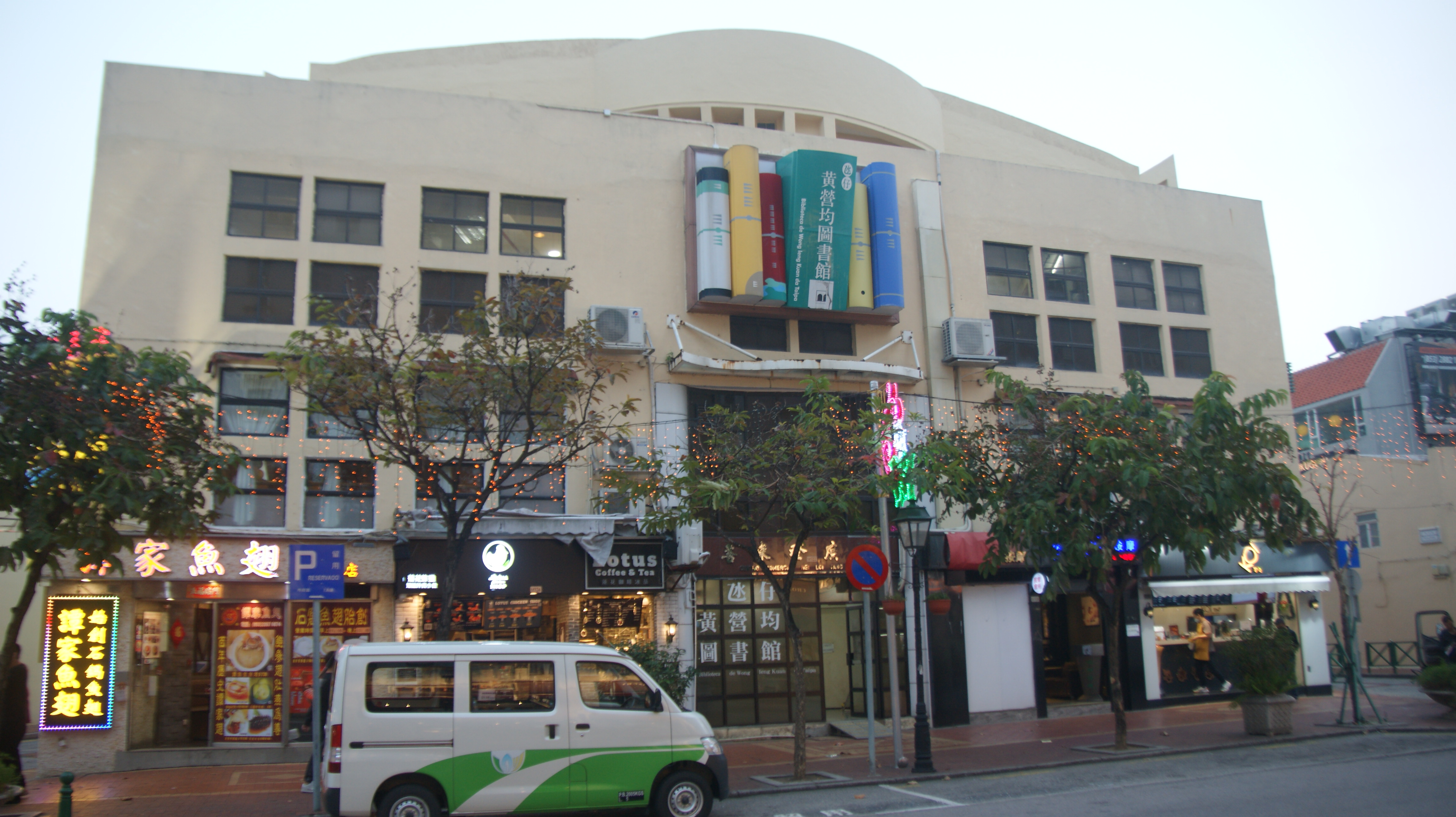
圖書館外觀

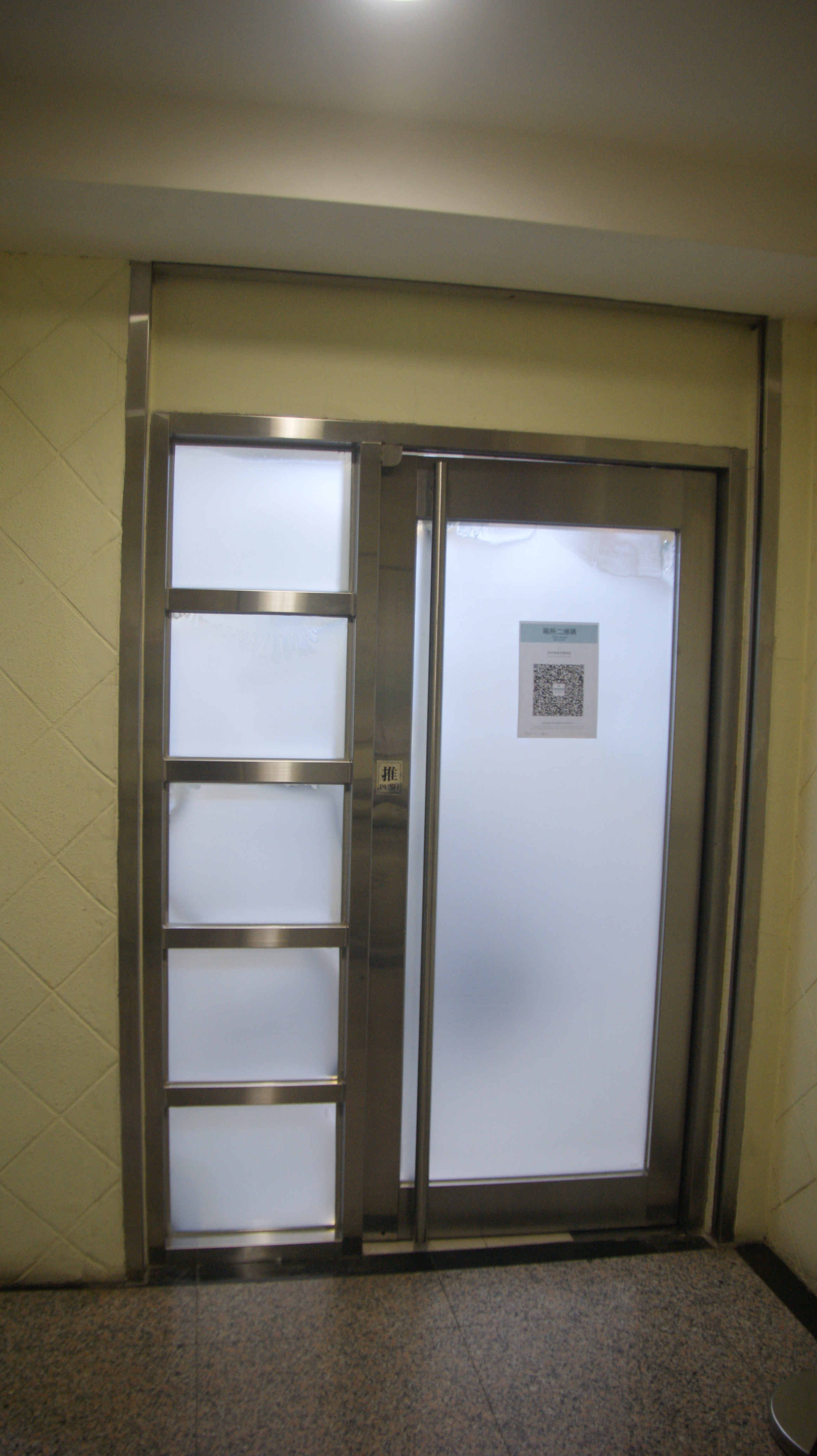
二樓入口處

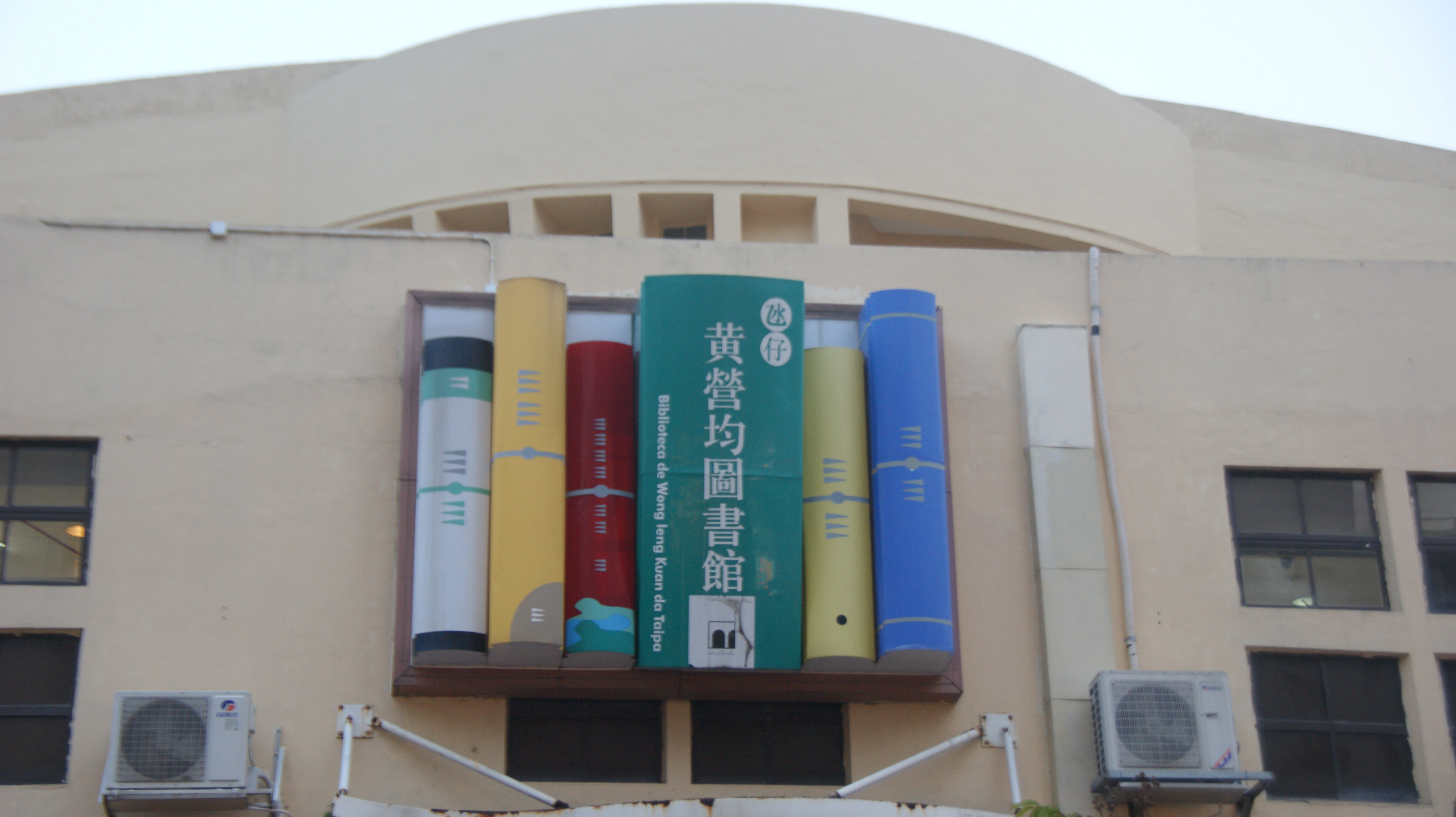
圖書館屋頂裝置

黃營均基金會支票交贈儀式及氹仔黃營均圖書館動工儀式，在2004年下午4時在氹仔黃營均圖書館址舉行。為配合氹仔及黑沙環區的發展需要，民政總署（今市政署）正在上述兩區籌設新圖書館，並獲基金會大力支持，捐資二百九十萬元作籌建經費，支票由基金會董事鄧祖基交贈民署，由劉仕堯接受。
圖書館於2005年下午3時開慕，該館亦為黃營均圖書館中面積最大的一間，配套設施齊全，民暑及黃營均基金會均希望繼續合作，共同推動本澳閱讀風氣。劉仕堯表示，該館最大的館藏量可達二萬多冊，現時館藏量約有八千多用，當中包括一干五百冊兒童圖書，未來會不斷增加館藏量，務求使藏書量更多元化。滿足不同需求的讀者。圖書館的二樓是兒童閱覽室和多功能活動中心，針對不同的對象，會定期舉辦不同的活動，以吸納氹仔社區不同類型的讀者。三樣是圖書閱覽室及多媒體室，提供電腦資訊服務。同時設有小型咖啡室。
並於2016年由民政總署並轉交文化局管理。
圖書館附近在氹仔近年社區急速發展已有多個不同類型的社會機構服務中心陸逐增加，故經多方考慮，為了整合及善用公共資源，文化局公共圖書館管理廳轄下決定將圖書館於2022年1月1日（星期六）起停止所有服務，場館將歸還予市政署。